# 임피초등학교
임피초등학교는 대한민국 전북특별자치도 군산시에 있는 공립 초등학교이다.

## 학교 연혁
- 1906년 2월 1일 : 사립 보흥학교 창립
- 1912년 5월 1일 : 임피공립보통학교 설립 인가

## 참고 자료
- 임피초등학교 - 한국교육학술정보원 학교알리미